# 溫約翰
溫約翰（英語：John Richard Wimber，1934年2月25日—1997年11月17日）是一位美国小教會的牧師。

## 生平
因著有靈恩的經歷導致被要求離開該教會。在一九七七年他參加了加略山小教堂並開始了第一次的靈恩聚會。而五年後，參加靈恩聚會人數達到二千人。這時，溫約翰更加投入與“神蹟奇事運動”，並向靈恩派的佈道家加力信所創辦的教會，建議將其改名為『葡萄園』。加力信完全同意，並將整個葡萄園運動交給他。從此之後，溫約翰成為葡萄園運動的領袖，並且是推動第三波靈恩運動的重要領袖。